# Elaeocarpus pyriformis
Elaeocarpus pyriformis är en tvåhjärtbladig växtart som beskrevs av Asa Gray. Elaeocarpus pyriformis ingår i släktet Elaeocarpus och familjen Elaeocarpaceae. Inga underarter finns listade i Catalogue of Life.